# Райт, Джозеф (старший)
Джозеф Уолтер Харрис Райт (англ. Joseph Walter Harris Wright; 14 января 1864, Онтарио — 18 октября 1950, Торонто) — канадский гребец, призёр летних Олимпийских игр.
На летних Олимпийских Играх 1904 в Сент-Луисе Райт участвовал только в соревнованиях восьмёрок. Его команда заняла второе место и выиграла серебряные медали.
На Играх 1908 в Лондоне он снова входил в экипаж восьмёрок, который выиграл четвертьфинал, но проиграл полуфинал будущим чемпионам из Великобритании и разделил в итоге третье место, получив бронзовые награды.
На следующих Олимпийских играх 1912 в Стокгольме Райт бы уже тренером команды восьмёрок, которая не смогла выиграть призовую медаль.
Его сын, Джозеф Райт, также стал гребцом и участвовал в летних Олимпийских играх 1928 в Амстердаме, где выиграл серебряную медаль.